# Jodiya Bandar
Jodiya Bandar är en ort i Indien.   Den ligger i distriktet Jāmnagar och delstaten Gujarat, i den västra delen av landet, 1 000 km sydväst om huvudstaden New Delhi. Jodiya Bandar ligger 2 meter över havet och antalet invånare är 15 788.
Terrängen runt Jodiya Bandar är mycket platt. Havet är nära Jodiya Bandar åt nordväst. Runt Jodiya Bandar är det ganska tätbefolkat, med 108 invånare per kvadratkilometer. Det finns inga andra samhällen i närheten. Trakten runt Jodiya Bandar består till största delen av jordbruksmark.